# عبد الرحمن العبود

عبدالرحمن علي العبود

عبد الرحمن العبود لاعب كرة قدم سعودي (ولد في 1 يونيو 1995م) يلعب في خط الوسط في نادي الاتحاد، وفي المنتخب السعودي الأول.

## مسيرة اللاعب
- بدأ مع الاتفاق، ثم أعاره الاتفاق إلى نادي العروبة في عام 2016 لمدة 6 شهور، وعاد بعدها إلى الاتفاق.
- انتقل إلى نادي الاتحاد في عام 2019.
- اختير ضمن تشكيلة المنتخب السعودي الأول في كأس العالم 2022 في قطر.[3]

## الحياة الشخصية
عبد الرحمن هو شقيق اللاعبين سعد العبود وخالد العبود.

## روابط خارجية
- عبد الرحمن العبود على موقع ناشيونال فوتبول تيمز (الإنجليزية)
- عبد الرحمن العبود على موقع Soccerway.com (الإنجليزية)
- عبد الرحمن العبود على موقع عالم كرة القدم.نت (الإنجليزية)